# Slaven Kandić
Slaven Kandić (ur. 2 kwietnia 1991) – czarnogórski piłkarz wodny grający na pozycji bramkarza, reprezentant Czarnogóry, olimpijczyk z Tokio 2020.

## Kariera reprezentacyjna
Od 2009 reprezentuje Czarnogórę na zawodach międzynarodowych. Z reprezentacją uzyskał następujące wyniki:
| Rok  | Impreza                                         | Miejsce | Pozycja     |      |                                                 |          |            |
| ---- | ----------------------------------------------- | ------- | ----------- | ---- | ----------------------------------------------- | -------- | ---------- |
| Rok  | Impreza                                         | Miejsce | Pozycja     | 2009 | Mistrzostwa Świata Juniorów w Piłce Wodnej 2009 | Szybenik | 4. miejsce |
| 2011 | Mistrzostwa Świata Juniorów w Piłce Wodnej 2011 | Wolos   | 7. miejsce  |      |                                                 |          |            |
| 2019 | Mistrzostwa Świata w Pływaniu 2019              | Gwangju | 10. miejsce |      |                                                 |          |            |
| 2021 | Letnie Igrzyska Olimpijskie 2020                | Tokio   | 8. miejsce  |      |                                                 |          |            |